# Natallja Sazanovitj
Natallja Vjatjaslavaŭna Sazanovitj (belarusiska: Наталля Вячаславаўна Сазановіч), född den 15 augusti 1973 i Baranavitjy, Vitryska SSR, Sovjetunionen,  är en belarusisk för detta friidrottare.
Sazanovitjs som tävlade i mångkamp under 1990-talet och början av 2000-talet. Hennes genombrott kom när hon 1992 blev världsmästare i sjukamp för juniorer. Fyra år senare deltog hon vid Olympiska sommarspelen i Atlanta där hon slutade tvåa på 6 563 poäng slagen bara av Ghada Shouaa. Året efter deltog hon vid VM i Aten där hon slutade femma med 6 428 poäng.
Vid EM 1998 i Budapest blev hon trea med 6 410 poäng. Nästa mästerskap var Olympiska sommarspelen 2000 i Sydney där hon slutade trea med 6 527 poäng. Under 2001 blev hon världsmästare inomhus i femkamp när hon vann VMi Lissabon på det då nya mästerskapsrekordet 4 850 poäng. Utomhus samma år blev hon tvåa vid VM i Edmonton slagen bara av ryskan Jelena Prochorova.
Under 2002 deltog hon vid EM i München där hon slutade trea. Året efter deltog hon först vid VM inomhus i Birmingham där hon blev silvermedaljör i femkamp efter Carolina Klüft. Därefter deltog hon vid VM i Paris där hon slutade trea efter Klüft och Eunice Barber.
Hennes sista mästerskap var Olympiska sommarspelen 2004 i Aten där hon avbröt tävlingen efter två grenar.